# Laboe

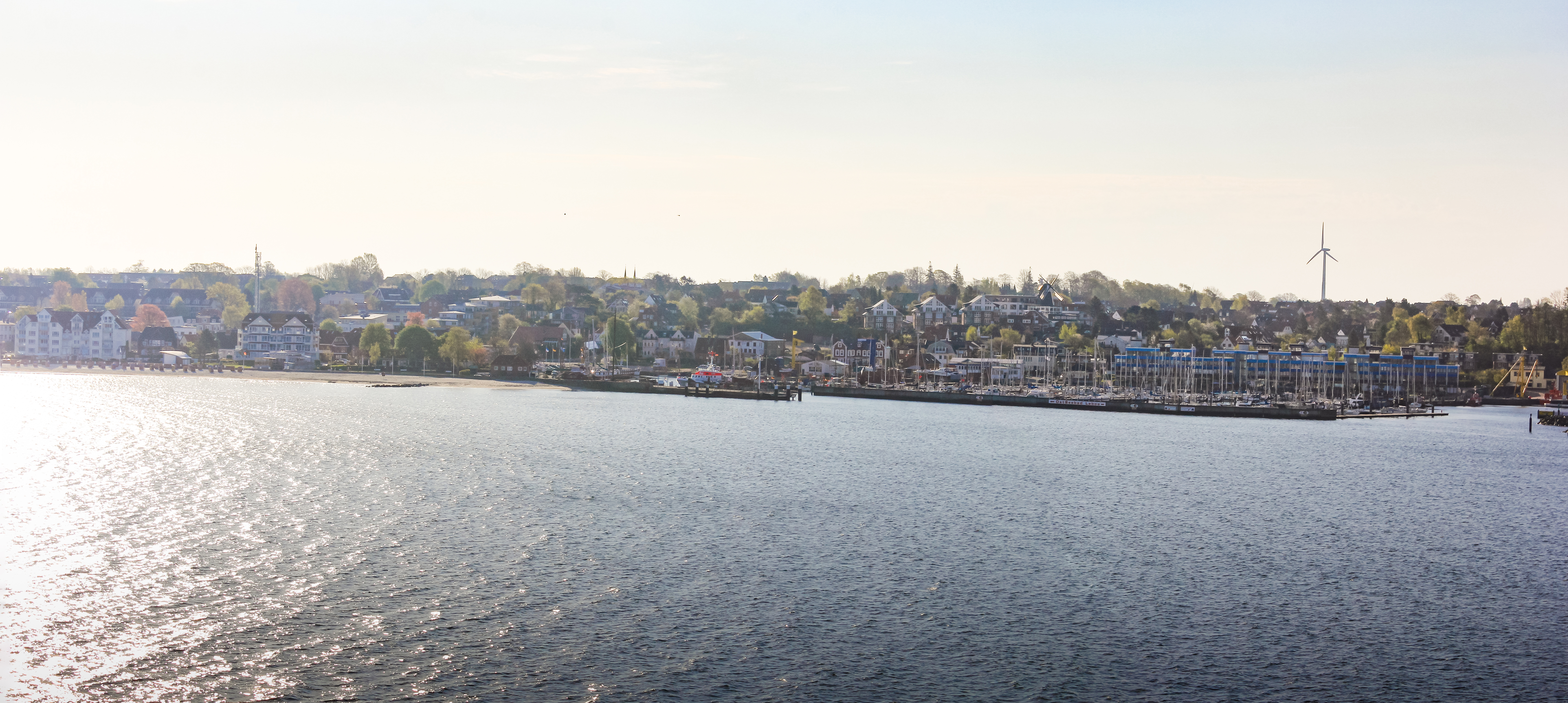
Blick auf Laboe von der Kieler Förde

Das Ostseebad Laboe [laˈbøː] ist eine Gemeinde in der Probstei im Kreis Plön in Schleswig-Holstein am Ostufer der Kieler Förde.

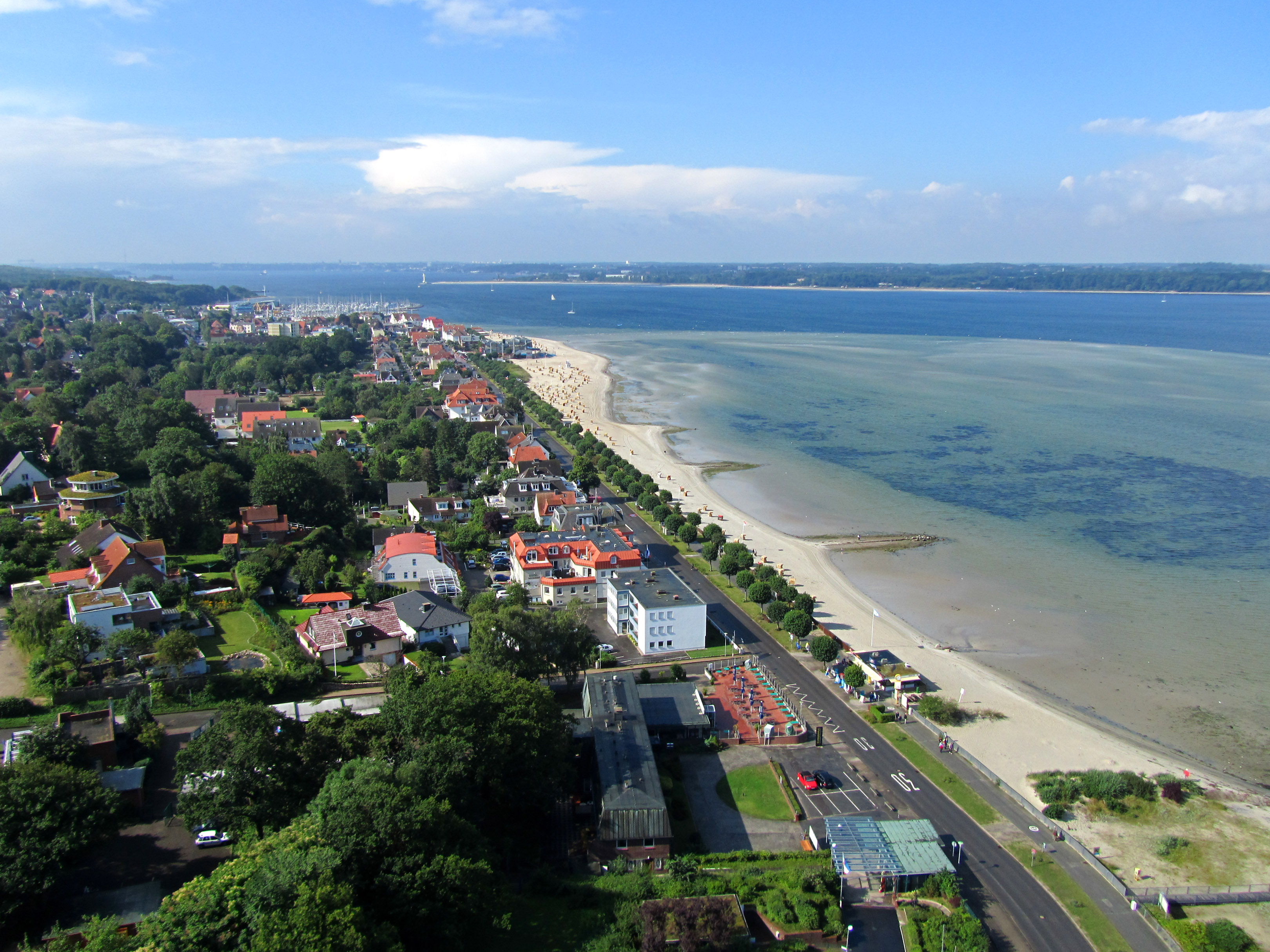
Blick vom Marineehrenmal in Richtung Süden auf Laboe und die Kieler Förde

Die Gemeinde ist ein Wohn- und Urlaubsort und schmückt sich mit dem Slogan „Die Sonnenseite der Kieler Förde“. Laboe gehört zu den gehobenen Wohnorten mit einem deutlich höheren Quadratmeterpreis als in vielen anderen Orten in der Umgebung.

## Geographie

### Lage
Laboe liegt etwa zehn Kilometer nordöstlich der Landeshauptstadt Kiel. Im zentral örtlichen System des Landes Schleswig-Holstein ist die Gemeinde am äußersten Ende der östlichen Siedlungsachse der Kieler Förde, eine der meistbefahrenen Wasserstraßen der Welt, gelegen. Etwas entfernt im Norden beginnt um die dänischen Inseln Langeland und Ærø die so genannte „Dänische Südsee“. Laboe liegt am Westufer der feld-, wald- und seenreichen Landschaft Probstei und gehört somit historisch zu Holstein.

### Ortsteile
Laboe hat mehrere Ortsteile, die jeweils ihren eigenen Charakter haben. Die wichtigsten sind das Ober- und das Unterdorf. So befinden sich im Unterdorf die Verwaltung, zahlreiche Geschäfte und der Schwerpunkt des Kur- und Tourismusbetriebes sowie die Häfen. Mit seinem Oberdorf hat Laboe sein altes dörfliches Zentrum bewahrt, das in seiner Grundstruktur als Anlage eines Runddorfes weitgehend unversehrt erhalten ist. Um ein ursprünglich als Anger ausgebildetes Zentrum gruppieren sich zur Mitte hin offene Hofanlagen. Dazwischen liegt noch eine ganze Reihe kleiner Katen und Nebengebäude. Die ursprünglich mit einer Baumreihe alleeartig betonte, sich ringförmig um das Zentrum legende Wegführung hat sich ebenfalls zum großen Teil erhalten. In der jüngsten Vergangenheit vollzog sich im Oberdorf eine wesentliche bauliche Entwicklung der Gemeinde mit der „Wulff’schen Koppel“. In Zukunft sollen im Südosten der Gemeinde mehrere Baugebiete in einer Größenordnung von etwa 600 Wohneinheiten, angrenzend an bereits vorhandene Siedlungen erschlossen werden.

### Nachbargemeinden
Zu den angrenzenden Nachbargemeinden gehören Brodersdorf, Stein, Lutterbek, Wendtorf und Heikendorf. Südlich der Gemeindegrenze befindet sich das Bundeswehrmunitionsdepot Laboe. Der Nahbereich von Laboe umfasst etwa 10.000 Einwohner.

## Geschichte
1226 kam das Gebiet zwischen dem Köhner Mühlbach im Osten und der Hagener Au im Westen sowie der angrenzende Wald in den Besitz des Klosters Preetz, daher der Name Probstei. Laboe wurde zwischen 1226 und seiner ersten urkundlichen Erwähnung 1240 in der Form Lubodne als Rundangerdorf („Rundling“) angelegt: Um einen kreisförmigen Platz, den Dorfanger, waren die einzelnen Höfe gruppiert (das heutige Oberdorf).
Jedoch bestand vermutlich bereits vorher ein slawisches Fischerdorf namens „Lubodne“, zu deutsch Schwanenort. Der Name stammt aus dem Ostseeslawischen, da Laboe in Wagrien liegt, jenem Teil Holsteins, der vormals slawisch besiedelt war. Vgl. polnisch łabędź, („Schwan“); russisch лебедь / lebed' (dasselbe). Der Schwan ist auch das Wappentier Laboes. Abschleifender Sprachgebrauch machte aus „Lübod’n“ dann nach dieser Auffassung: Lübode, Lüboe, Laboe.
1643 kam es auf dem „Rütersoll“ – beim heutigen Friedhof – zu einer Schlacht zwischen den um die Vormachtstellung an der Ostsee kämpfenden Dänen und Schweden, Laboe wurde bei dem Gefecht fast vollständig niedergebrannt. Beim Mergelgraben wurden fünfzig in einem Massengrab liegende Skelette, Waffenteile und Münzen gefunden.
Von 1796 bis 1808 war der Lehrer und Entdecker der Kuhpockenimpfung Peter Plett an der Schule in Laboe tätig.
Seit 1880 gibt es die Freiwillige Feuerwehr Ostseebad Laboe. Bis zum Jahr 2000 befand sich das Feuerwehrhaus im Oberdorf, in dem Jahr zog die 45 (Sollstärke 55 Einsatzkräfte) Mitglieder starke Feuerwehr in ein neues Feuerwehrhaus am Schwanenweg 7. Im Bereich der Schiffsbrandbekämpfung arbeitet die Feuerwehr Laboe mit der DGzRS und dem stationierten Rettungskreuzer zusammen.
Eines der Wahrzeichen Laboes, die Mühle, dreht seit 1872 ihre Flügel. Der Müllermeister Merz hatte sie vom Flügelbauer Mai errichten lassen. 1904 brannte die Mühle ab, wurde 1906 neu erbaut, 1914 (aus strategischen Gründen) wiederum abgebrannt und 1923 von Müller W. Thiessen nochmals aufgebaut. Vor Jahren gewährten die Gemeindevertreter und der Kreisausschuss des Kreises Plön für Erhaltung der Mühle einen namhaften Zuschuss, um sie vor dem angedrohten Abbruch zu retten.
Seit 1875 trägt Laboe den Zusatz „Ostseebad“, um 1900 waren die alten ländlichen Strukturen des vorigen Jahrhunderts zwar noch vorhanden, aber die Wandlung des ländlichen Lebens im Umland der Großstadt Kiel war bereits deutlich vorangeschritten.
Im Rahmen der Verwaltungsstrukturreform des Landes Schleswig-Holsteins trat die bis dahin amtsfreie Gemeinde Ostseebad Laboe zusammen mit den Gemeinden Schönberg (Holstein) und Stoltenberg mit Wirkung zum 1. Januar 2008 dem Amt Probstei bei, ein Teil der Amtsverwaltung befindet sich im Ort.

## Politik
- SPD: 3
- Grüne: 4
- LWG: 4
- CDU: 5
- GEMEINSAM: 2
- WIP Laboe: 10

Am 1. September 2004 wurde der Name der Gemeinde durch die Gemeindevertretung in „Ostseebad Laboe“ geändert.

### Gemeindevertretung
Bei der Kommunalwahl 2023 wurde die Wählerinitiative Pro Laboe (WIP Laboe) mit 10 Sitzen
stärkste Kraft in Laboe. Die CDU kommt auf 6 Sitze und die Laboer Wählergemeinschaft (LWG) sowie die Grünen kommen auf je 4 Sitze, die SPD auf 3 und die Wählergemeinschaft GEMEINSAM auf 2 Sitze.

### Bürgermeister
Nachdem am 29. August 2018 durch Hauptsatzungsänderung die Rückkehr zur Hauptamtlichkeit des Bürgermeisters beschlossen worden war, konnte sich bei der Wahl am 17. März 2019 der von den Grünen vorgeschlagene parteilose Heiko Voß mit 67,88 % gegen die Kandidaten von SPD und CDU durchsetzen. Am 1. Juni 2019 trat er sein Amt an. Bei der Bürgermeisterwahl am 2. März 2025 wurde Voß mit 56,6 Prozent der Stimmen im Amt bestätigt.

### Wappen
Das Wappen und die Flagge wurden am 8. Oktober 1959 genehmigt.
Blasonierung: „In Blau über silbernen Wellen im Schildfuß ein auffliegender, rot bewehrter silberner Schwan, links begleitet von einem gestürzten goldenen Anker.“
Die zentrale Figur des Ortswappens, der auffliegende Schwan, bezieht sich auf den Namen der Gemeinde. „Laboe“ ist slawischen Ursprungs und bedeutet in der ausgestorbenen polabischen Sprache „Schwan“. Die Lage des Ortes an der Kieler Außenförde, dessen Erwerbsgrundlage früher bevorzugt der Fischfang, heute zunehmend der Fremdenverkehr ist, macht eine Benennung nach dem am Wasser heimischen, auch in dieser Region stark vertretenen Vogel wahrscheinlich. Der Anker belegt die Verbundenheit der Gemeinde mit der Schifffahrt. Er weist auch auf das Bauwerk hin, mit dem Laboe in erster Linie in Verbindung gebracht wird: das 1927–1936 erbaute Ehrenmal für die im Ersten Weltkrieg gefallenen Angehörigen der Kaiserlichen Marine.
Das Wappen wurde von dem Brunsbütteler Heraldiker Willy „Horsa“ Lippert gestaltet.

### Flagge
Die Flagge von Laboe zeigt inmitten eines weißen, oben und unten von je einem schmalen blauen Streifen begrenzten Tuchs, doch etwas zur Stange hin verschoben, das Wappen der Gemeinde.

### Gemeindepartnerschaften
- Neumarkt im Hausruck in Oberösterreich
- Zingst in Mecklenburg-Vorpommern
- Vihula in Estland
- Eldridge in Iowa/USA

## Wirtschaft und Infrastruktur
Laboe ist ein Zentralort und stellt für die Bevölkerung ihres Verflechtungsbereichs die Versorgung mit Gütern und Dienstleistungen des Grundbedarfs sicher. Der Tourismus bildet für den Ort den mit Abstand wichtigsten Wirtschaftszweig.

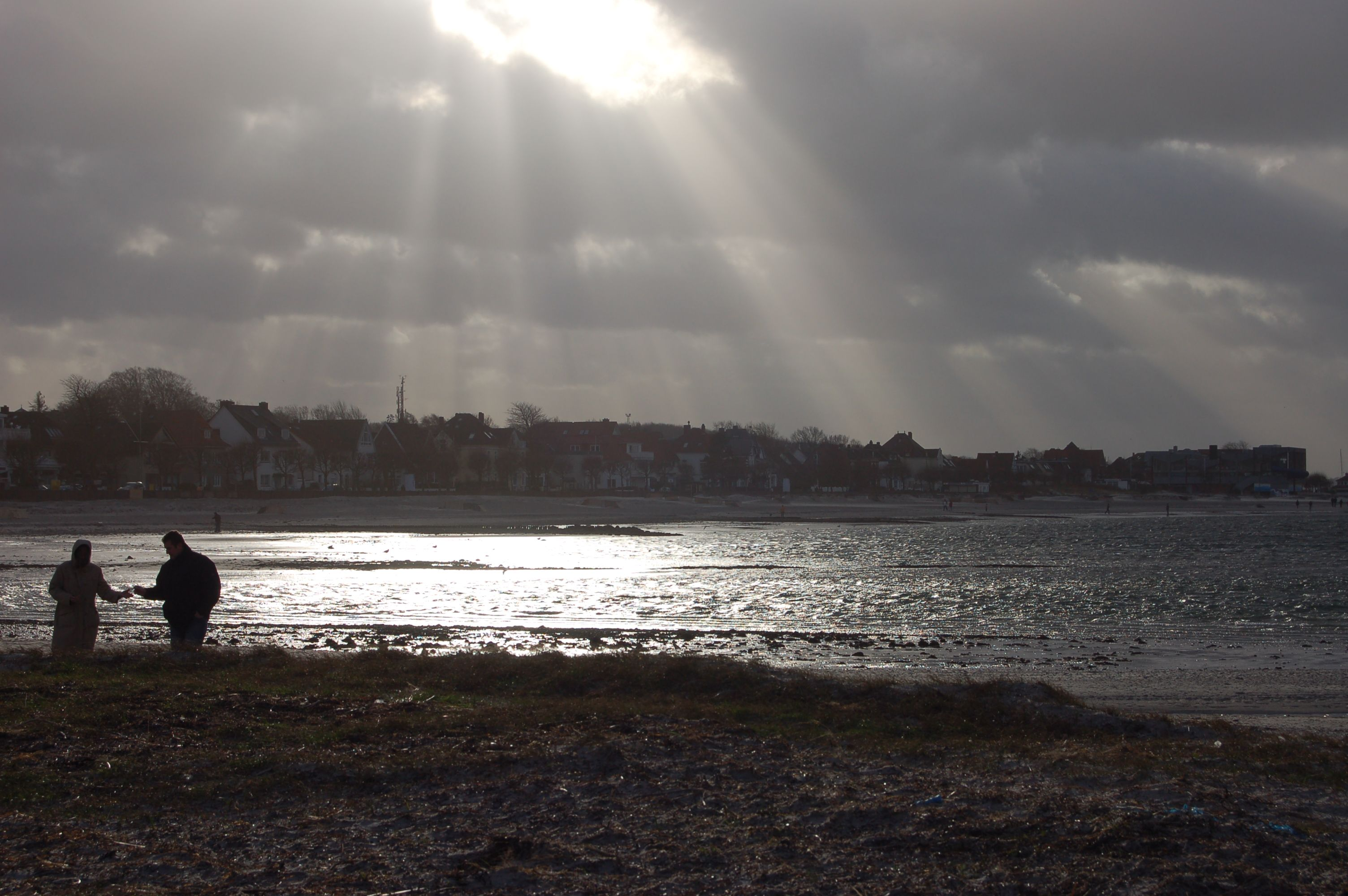
Der Strand von Laboe im Winter (2007)

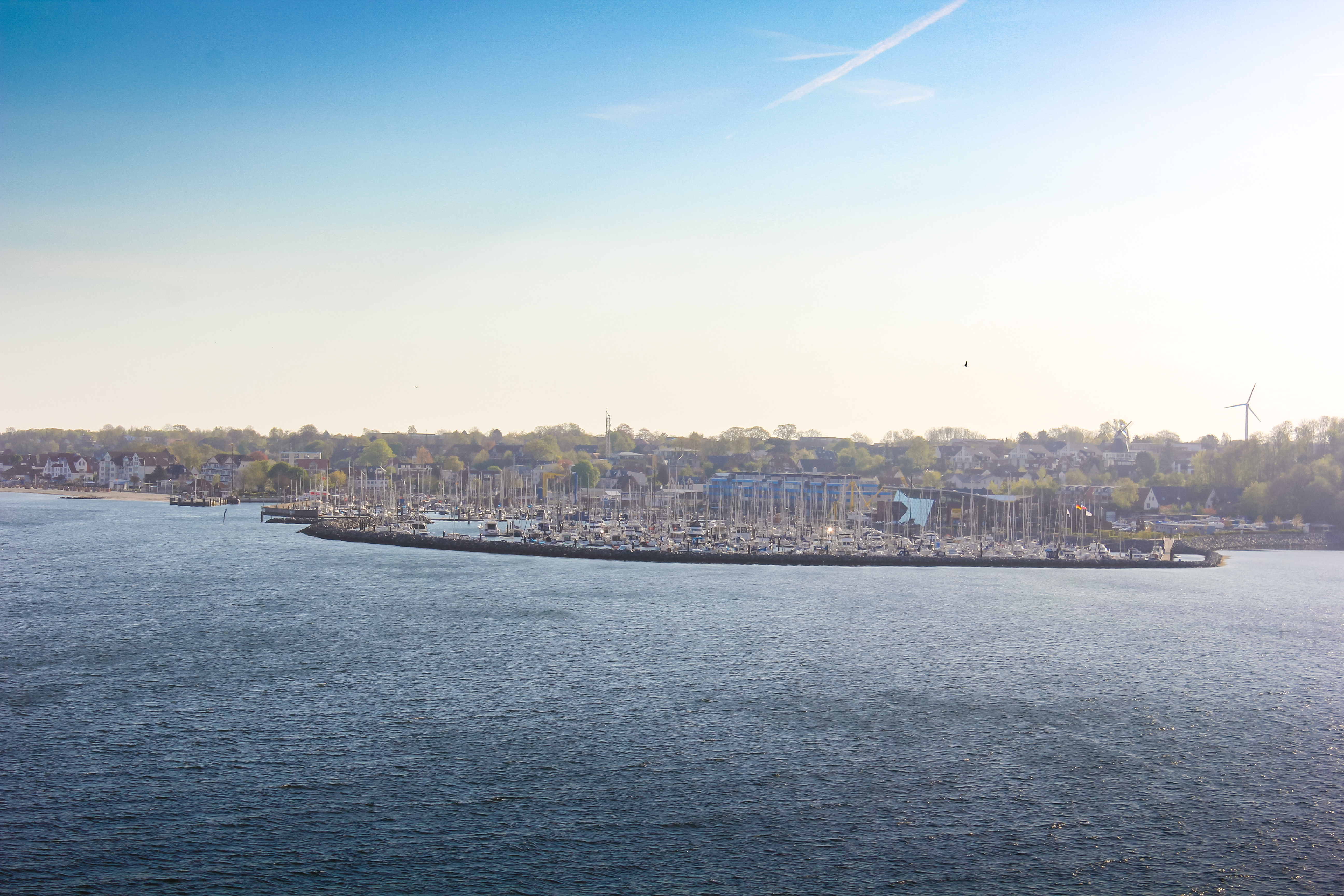
Yachthafen Laboe

### Häfen
In Laboe gibt es zwei Yachthäfen mit über 700 Liegeplätzen, einen Fischereihafen sowie einen Gewerbehafen mit einem Museumssteg. Neben den Hochseeangelfahrten gibt es die Möglichkeit, Segelschiffe zu chartern, oder verschiedene Segelscheine in Segelschulen zu erwerben. Eine Surf- und Kiteschule komplettiert das Angebot. Vom Gewerbehafen aus starten im Sommer auch Ausflugsschiffe ihre Fahrten in See.
Bereits im Jahr 1817 nutzten Fischer eine Landungsbrücke, die in nordwestliche Richtung in die Förde verlief. Im Laufe der Jahre wurde diese Landungsbrücke von den Fischern ausgebaut, um die wachsenden Anforderungen zu erfüllen. Wegen Verlandung aufgrund von Stürmen und Sturmfluten konnten größere Boote und Kähne allerdings auch an diesem Anleger bald nicht mehr festmachen.
Im Jahr 1850 vereinigten sich deshalb Schiffer, Fischer und Bootsführer, um einen Bootshafen bei Laboe zu bauen. Das Gelände hierfür wurde dem gegründeten Hafenverein vom Kloster Preetz pachtweise überlassen. Der Hafen wurde zu einem wichtigen Umschlagpunkt in der Kieler Förde: 1869 zählte der Hafenvorstand 3465 ein- und auslaufende Schiffe; fast der gesamte Umschlag der Region um Laboe lief über den Hafen. Die Probstei war lange Zeit die Kornkammer der ganzen Region. Per Schiff wurde Getreide vom Laboer Hafen bis in die skandinavischen Länder transportiert.
Auch für die Kriegsmarine hatte Laboe eine gewisse Bedeutung, da der Hafen den Umschlag von Material für die Küstenbefestigung ermöglichte. In den letzten Kriegstagen des Zweiten Weltkriegs suchten viele Schiffe aus dem Osten Zuflucht in den Häfen der westlichen Ostsee. Nach dem Kriegsende blieb ein Teil der Besatzungen und verstärkte Laboes kleine Fischereiflotte.
Zur Segelolympiade 1936 wurde der Hafen an der Südmole ausgebaut, um die vielen Fahrzeuge der Regattasegler aufnehmen zu können.
Der Laboer Hafen wurde seit 1988 in jedem Jahr mit der blauen Umweltflagge für saubere Meere ausgezeichnet. Diese Auszeichnung, die von der Stiftung für Umwelterziehung vergeben und in der Bundesrepublik Deutschland durch die Deutsche Gesellschaft für Umwelterziehung verliehen wird, erhalten Hafenträger, die sich in besonderem Maße für den Umweltschutz und die Aufklärung verdient gemacht haben.

### Rettungsstation der DGzRS
Bereits seit 1894 befindet sich im Hafen eine wichtige Station der Deutschen Gesellschaft zur Rettung Schiffbrüchiger (DGzRS) für das stark befahrene Revier in der Kieler Bucht und der Ostsee. Lange Zeit waren hier zwei Rettungseinheiten stationiert, die von freiwilligen oder fest angestellten Mitarbeitern besetzt wurden. Nach verschiedenen Motorrettungsbooten lag ab 1963 ein moderner Seenotrettungskreuzer im Hafen an der Südmole. Seit 2012 befindet sich neben dem modernen Stationsgebäude das DGzRS-Informationszentrum Nord.

### Bildung
Die Gemeinde verfügt über folgendes Angebot an Bildungseinrichtungen:
- Grundschule Laboe
- offene Ganztagsschule
- Kindergärten
- Volkshochschule
- Gemeindebücherei
- Jugendzentrum
- Kulturzentrum

### Verkehr
Laboe wird von mehreren Buslinien erschlossen und mehrmals täglich von den Schiffen der Schlepp- und Fährgesellschaft Kiel angelaufen, die die direkte Verbindung von Kiel nach Laboe darstellen. Laboe ist von Kiel aus direkt durch die B 502 überregional erschlossen.
Laboe ist auch an den Ostseeküsten-Radweg angeschlossen, der innerhalb des EuroVelo-Netzes einmal um die ganze Ostsee herum führt, wodurch von Laboe aus nicht nur Kiel, sondern auch Städte wie Stralsund, Danzig, Riga, Sankt Petersburg oder Kopenhagen per Fahrrad erreichbar sind.
Laboe war über die Schiene durch eine in Trensahl abzweigende Zweigstrecke der Bahnstrecke Kiel–Schönberger Strand erreichbar.

### Naturschutz/Erholung

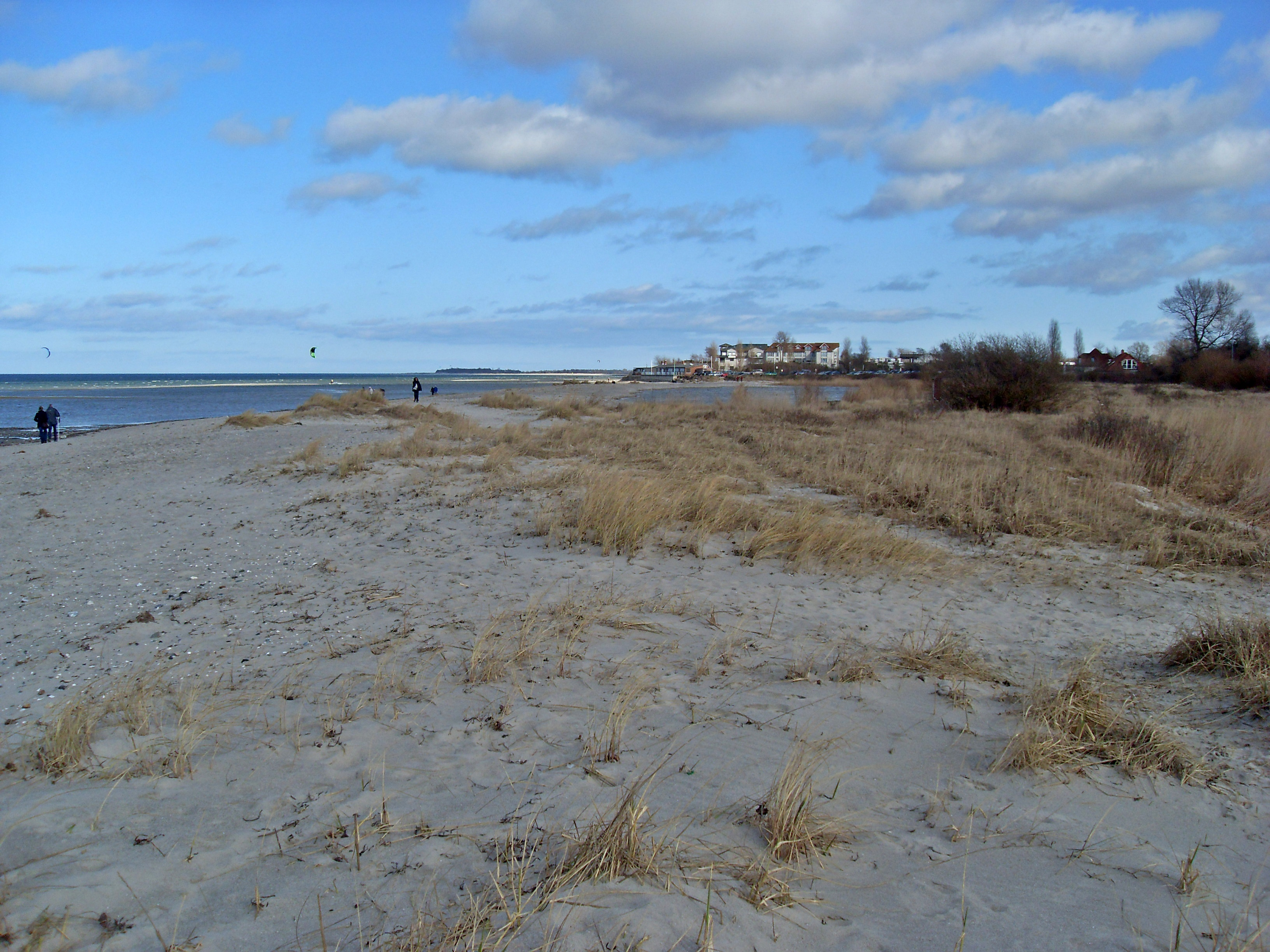
Naturerlebnisraum Dünenlandschaft Laboe

Die acht Hektar große Dünenlandschaft Laboe ist der mittlerweile 42. Naturerlebnisraum in Schleswig Holstein und ermöglicht es, die Natur zu schützen, gleichzeitig aber auch für Touristen und Ausflügler erlebbar zu machen. Sie ist ein weiterer Baustein für die „Erlebnistour Ostseeküste“, die von den Ostseeküstengemeinden von Kiel bis Hohwacht im Rahmen eines integrierten Küstenzonenmanagements erarbeitet wurde.
Im Nordosten wird das Gemeindegebiet durch das Fließgewässer Hagener Au begrenzt. Dort liegen Teile des Landschaftsschutzgebietes (LSG) Hagener Au von Probsteierhagen bis zur Einmündung in die Ostsee und Umgebung sowie die Ostseeküste zwischen Laboe und Stein im Gemeindegebiet. Im Landschaftsschutzgebiet liegt mit der Hagener Au und deren Uferbereichen ein Teil des europäischen NATURA-2000-Schutzgebietes FFH-Gebiet Hagener Au und Passader See ebenfalls in der Gemeinde.

## Kultur

### Sport
Es gibt folgende Sportvereine in Laboe:
- Laboer Regatta-Verein e. V. von 1910
- Laboer Tennisclub „Blau-Weiß“ von 1970 e. V.
- Radfahrverein „Wanderlust“ Laboe von 1903
- Reiterverein Laboe e. V.
- Turnverein Laboe von 1900 e. V.
- Verein für Rasensport Laboe von 1926 e. V. (VfR Laboe)
- Yachtclub Laboe e. V.
- Ole Schippn Laboe e. V.

### Pfadfinder
Wertvolle Jugendarbeit für Laboe und die umliegenden Gemeinden leistet der Verband Christlicher Pfadfinderinnen und Pfadfinder, VCP Laboe - Stamm die Dúnedain.

### Veranstaltungen
In Laboe finden insbesondere im Sommer viele Veranstaltungen statt. Jährlich wiederkehrende sind das Maifeuer, das Sommerdeck im Juni, der Tag der Seenotrettung, das Laboer Weinfest, das Sommerfest der Freiwilligen Feuerwehr und der „Food-Truck-Hafen“ im Juli sowie der Piratentag und die German Classics im August.
In der Anker-Gottes-Kirche findet von Anfang Juni bis Ende August der Orgelsommer Laboe mit ca. 25 Konzerten statt.
Das Laboer Lachmöwen-Theater spielt in Niederdeutscher Sprache jährlich ein Winterstück (Ende Januar bis Ende März) und ein Sommerstück (Ende Juli bis Ende Oktober).

## Sehenswürdigkeiten

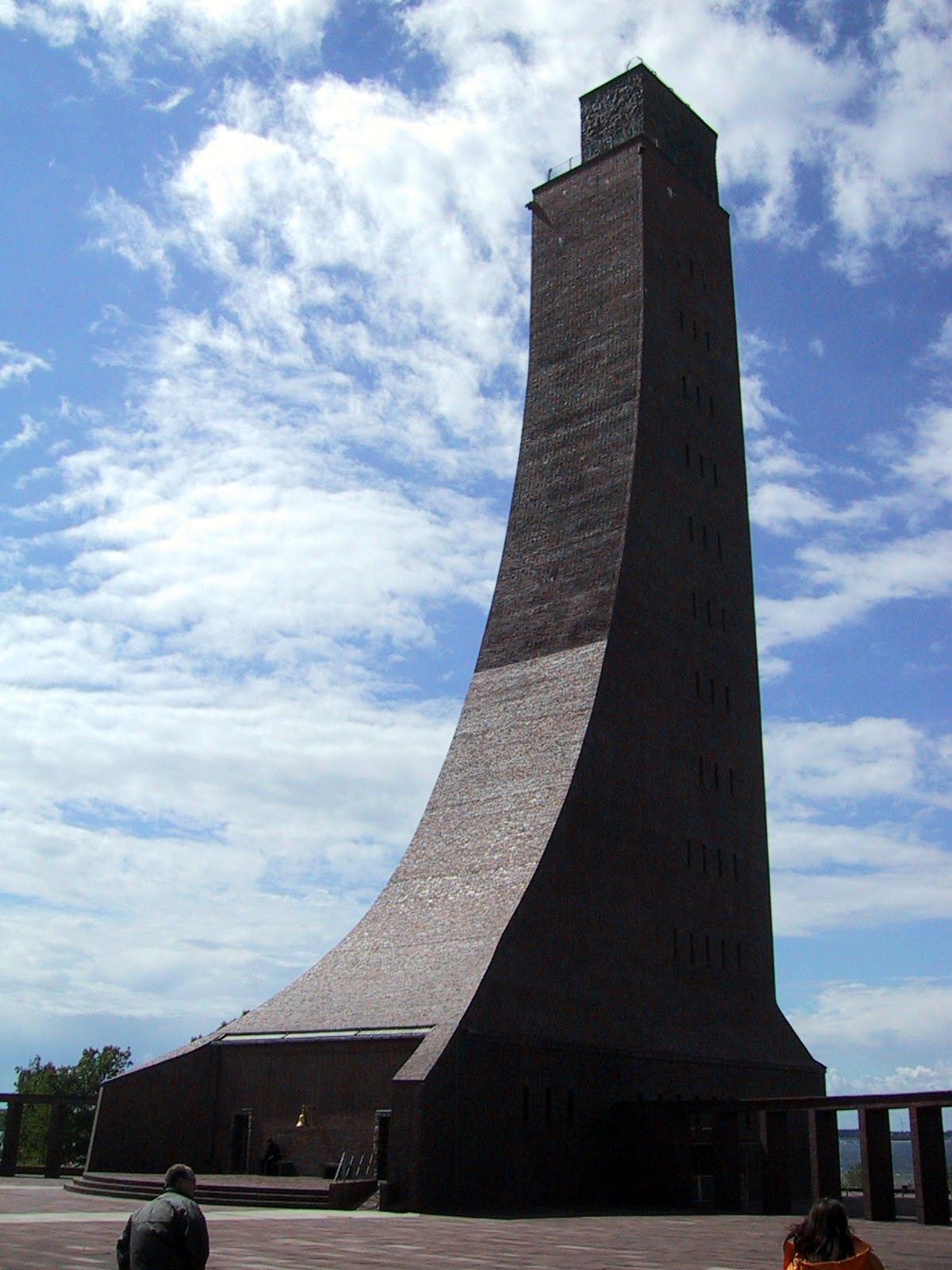
Turm des Marine-Ehrenmal, Juni 2004

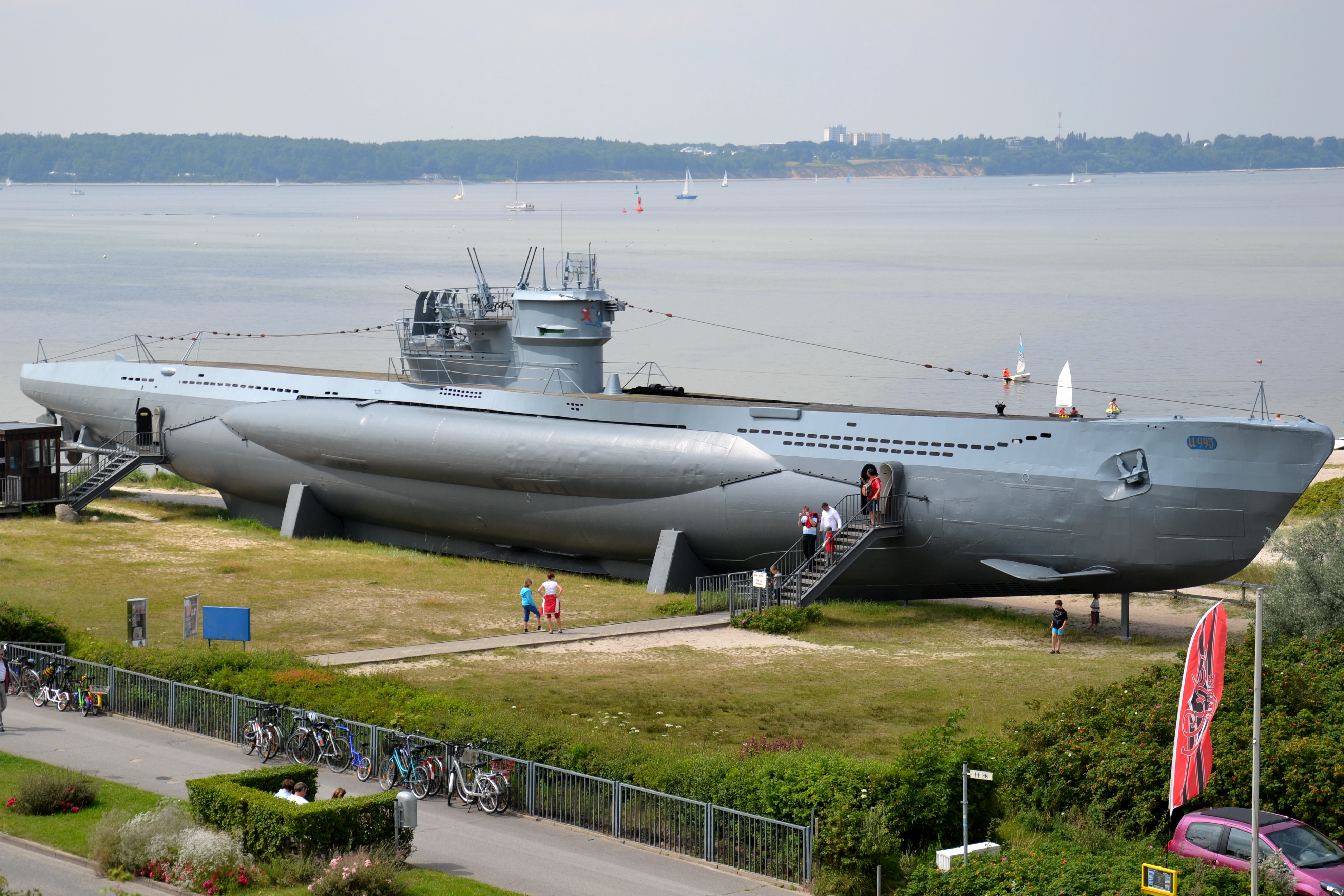
U 995, neben dem Marine-Ehrenmal Laboe

In der Liste der Kulturdenkmale in Laboe stehen die in der Denkmalliste des Landes Schleswig-Holstein eingetragenen Kulturdenkmale.
Das Marine-Ehrenmal erinnert an die gefallenen Seeleute beider Weltkriege. Am 8. August 1927 fand die Grundsteinlegung des 72 Meter hohen Turms durch Admiral Reinhard Scheer statt. Der Bau des Ehrenmals geht auf einen Beschluss des Delegiertentages des Deutschen Marinebundes vom 6. Juli 1925 zurück. Die Grundidee zum Bau des Marine-Ehrenmals ging von Wilhelm Lammertz (Kaiserliche Marine) aus. Der Entwurf des Architekten Gustav August Munzer aus Düsseldorf wurde zur Ausführung bestimmt.
Die Deutsche Marine gedenkt an diesem Ort in einem jährlichen Festakt der gefallenen Seesoldaten aller an den Weltkriegen beteiligter Nationen. Ebenso treten die Mannschaften aller in Sichtweite vorbeifahrenden deutschen Kriegsschiffe als Zeichen des Gedenkens geschlossen an Deck an und erweisen dem Denkmal ihre Ehrenbezeugung.
Auf 5,7 Hektar Gesamtfläche gehören zu der Anlage neben dem Turm eine unterirdische Gedenkhalle, die „Historische Halle“ mit zahlreichen Schiffsmodellen und anderen marine- und schifffahrtsgeschichtlichen Exponaten sowie eine 7000 m² große, mit Sandstein von der Weser belegte Freifläche. Etwa 700.000 Reichsmark – überwiegend aus Spenden von Mitgliedern der Marinevereine und der Marineoffiziervereinigung stammend – waren in den expressionistischen Bau geflossen.
Ebenfalls kann in Laboe ein Propeller des Schweren Kreuzers Prinz Eugen besichtigt werden.
Das am Ehrenmal ausgestellte U-Boot U 995 gehört zum Typ VII C und ist 1943 bei Blohm & Voss in Hamburg erbaut worden. 1952 stellte die norwegische Marine das Boot, das vorher an Großbritannien ausgeliefert worden war, unter dem Namen Kaura in Dienst. 1965 wurde das Boot der Bundesrepublik Deutschland zurückgegeben, in den Zustand zu Kriegszeiten zurückversetzt und als technisches Museum am 13. März 1972 vor dem Marine-Ehrenmal eröffnet. Eigentümer ist der Deutsche Marinebund. U 995 ist das letzte erhaltene Boot des Typs VII C.

## Persönlichkeiten
- Adolf Georg Pansch (* 2. März 1841 in Eutin; † 14. August 1887 in der Kieler Förde), Anatom und Anthropologe, als „erster Badegast“ mit Gedenkstein geehrt[9]
- Manfred Lindemann-Frommel (* 18. November 1852 in München; † 15. Juni 1939 in Regensburg), Marinemaler, Architekt und Kunstprofessor: lebte von 1896 bis 1912 in Laboe
- Wilhelm Sprott (* 18. August 1883 im Gutsbezirk Cunrau, Salzwedel; † 1. Februar 1953 in Laboe), Bürgervorsteher, Ehrenbürger und Namensgeber einer Straße
- Robert Schmidt-Hamburg (* 5. April 1885 in Berlin; † 15. April 1963 in Laboe), Marinemaler; lebte in Laboe
- Otto Wulff (* 5. Mai 1891 in Laboe; † nach 1951), CDU-Politiker, Landtagsabgeordneter und Landrat
- Waldemar Voege (* 16. Mai 1901 in Laboe; † nach 1935), Landrat im Landkreis Flatow
- Karl Otto Schmidt (* 26. Januar 1904 in Laboe; † 21. Dezember 1977 in Reutlingen), Esoteriker und Buchautor
- Max Herchenröder (* 2. Mai 1904 in Laboe; † 25. August 1987 in Pfungstadt), Kunsthistoriker, Denkmalpfleger und Schriftsteller
- Annemarie Ewertsen (* 5. März 1909 in Kiel; † 26. November 1993 in Laboe), Malerin und Grafikerin; lebte in Laboe
- Karl-Adolf Schlitt (* 16. April 1918 in Laboe; † 7. April 2009), Marineoffizier, U-Boot-Kommandant, Landrat des Kreises Oldenburg in Holstein
- Franco Costa (* 14. August 1934 in Rom; † 4. März 2015 ebenda), lebte in Laboe und hatte dort eine Galerie[10]
- Bettina Hagedorn (* 1955 in Kiel; gebürtig Bettina Siebmann), SPD-Politikerin, Bundestagsabgeordnete und Parlamentarische Staatssekretärin, in Laboe aufgewachsen
- Berit Schwarz (* 25. Januar 1967), Journalistin und Moderatorin, in Laboe aufgewachsen

## Wissenswertes
Die deutsche Marine benannte im Jahr 2000 eines der Minenjagdboote des 3. Minensuchgeschwaders nach dem Ort Laboe.

## Bilder

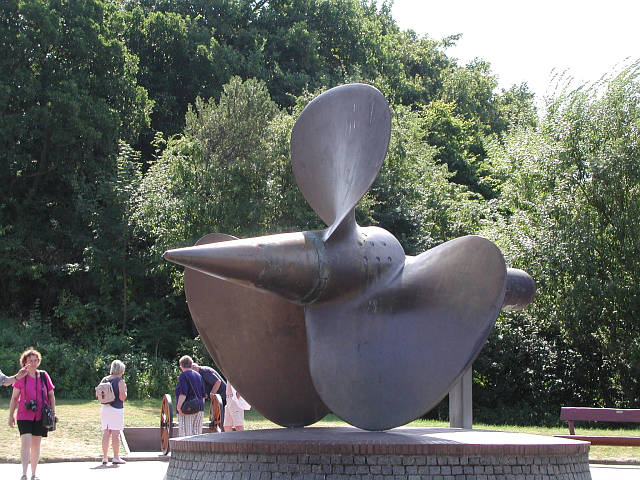
Propeller Prinz Eugen
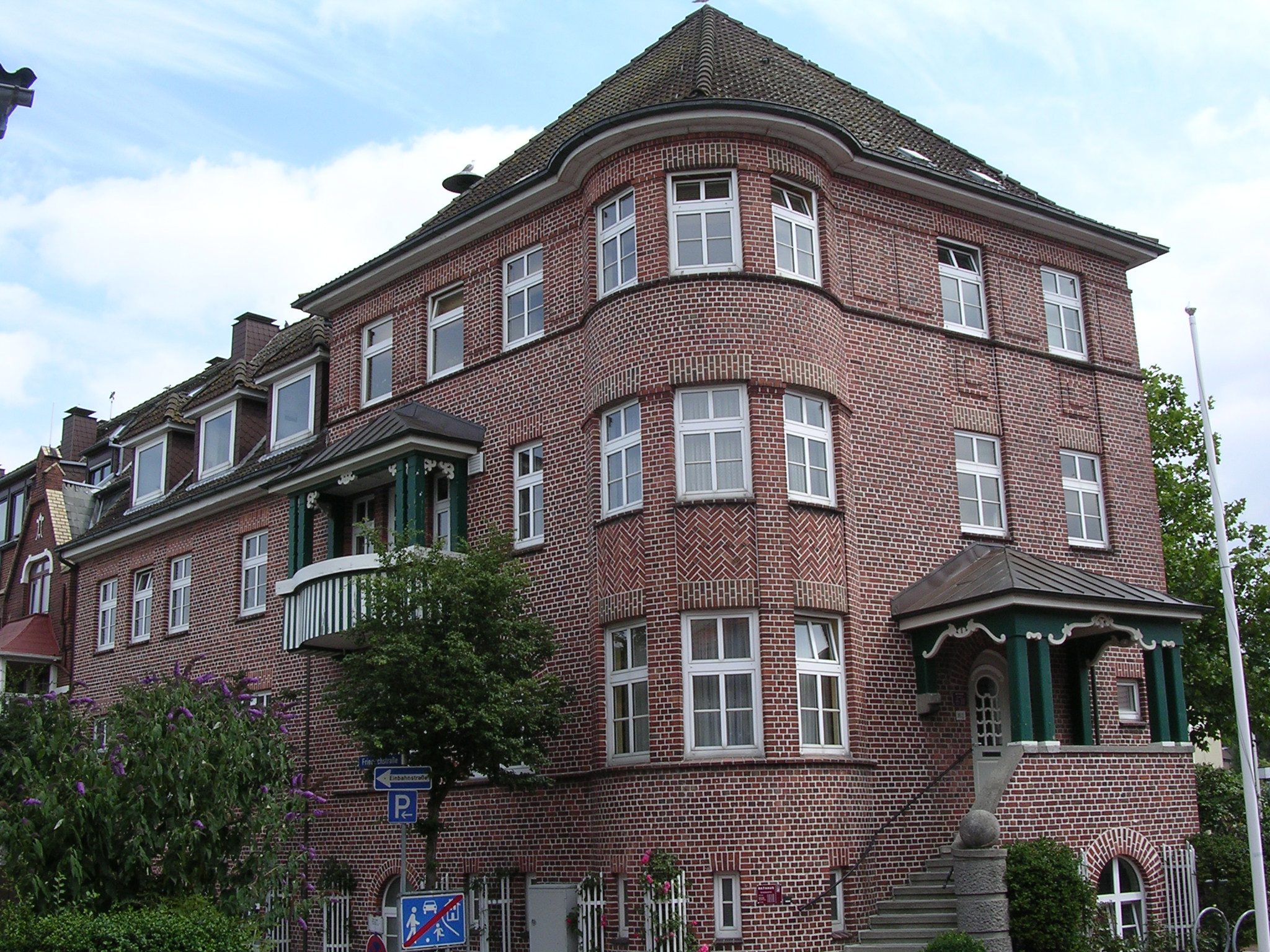
Rathaus Laboe
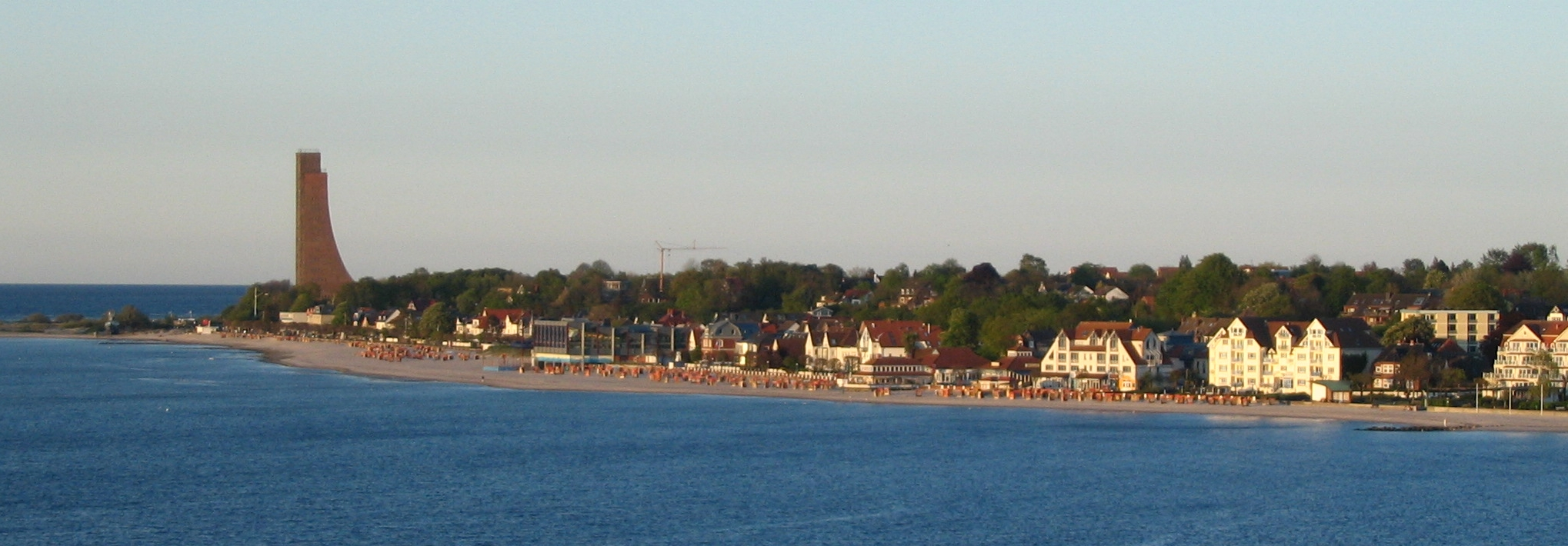
Strand Laboe
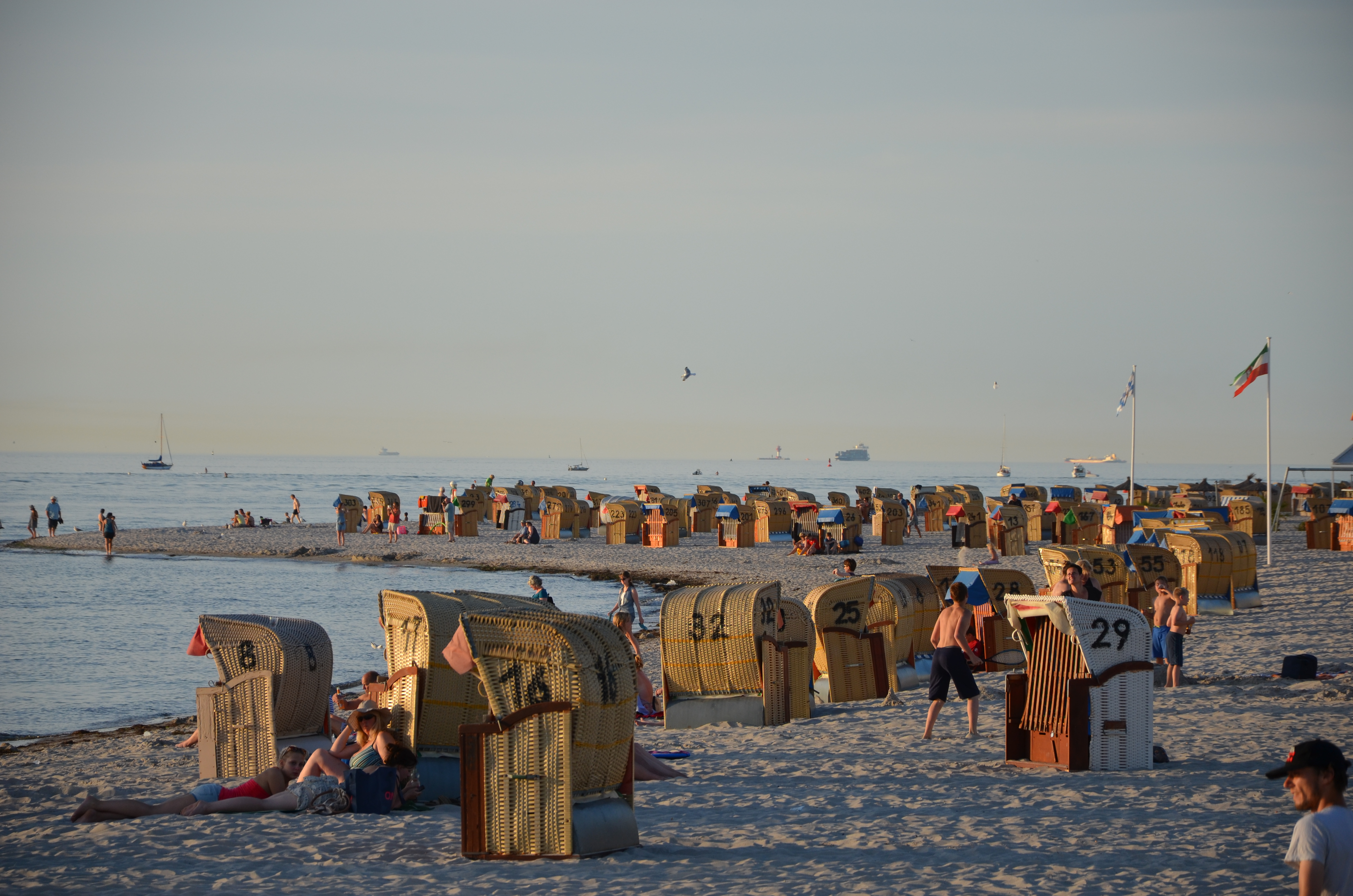
Abendstimmung am Strand des Ostseebads Laboe